# ما وراء الأفق (مسرحية)
ما وراء الأفق (بالإنجليزية: Beyond the Horizon)‏ هي مسرحية كتبها الكاتب المسرحي الأمريكي أوجين أونيل، وهي أول مسرحية كاملة تعرض له.
على الرغم من أنه قام بتسجيل حقوق الطبع والنشر لنصها للمرة الأولى في يونيو 1918، إلا أنه واصل تنقيحها ومراجعتها طوال فترة بروفات العرض الأول في عام 1920. 
فازت مسرحية " ما وراء الأفق" بجائزة بوليتزر لعام 1920 عن فئة الدراما.

## العرض الأول
تم عرض مسرحية " ما وراء الأفق" في عرضها الأول على مسرح برودواي من 3 فبراير 1920 إلى 20 فبراير 1920، تم بعد ذلك نقل العرض إلى مسرح كريتيريون من 24 فبراير 1920 إلى 5 مارس 1920 ، وأخيراً تم نقله إلى المسرح الصغير من 9 مارس 1920 إلى 26 يونيو 1920. فاز هذا العرض بجائزة بوليترز لعام 1920 عن فئة الدراما. 

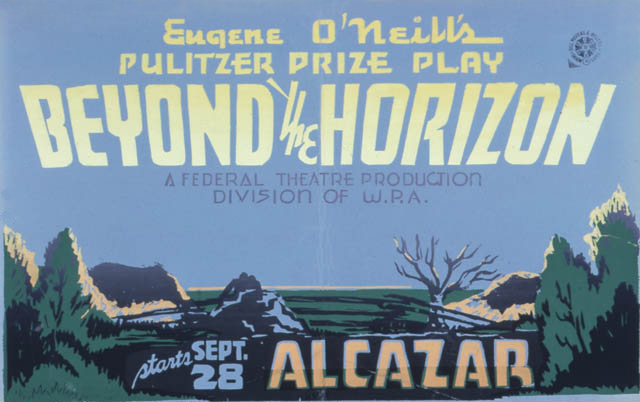
ملصق لعرض " ما وراء الأفق" في مسرح الكازار ضمن فعاليات مشروع المسرح الفدرالي ، سان فرانسيسكو (1937)

## عن المسرحية
تجري أحداث المسرحية في مزرعة جيمس مايو، وتبدأ أحداثها في الربيع، ثم تنتقل الأحداث في فصلها الثاني إلى فصل الصيف بعد ثلاث سنوات، وفي النهاية تنتقل الأحداث إلى أواخر الخريف بعد خمس سنوات من أحداث الفصل الثاني.
تركز المسرحية على حياة الشقيقين أندرو وروبرت مايو.
في الفصل الأول من المسرحية يوشك روبرت على الذهاب في رحلة بحرية طويلة لمدة ثلاث سنوات مع خاله ديك القبطان البحري ، بينما يتطلع أندرو إلى الزواج من حبيبته روث والعمل في مزرعة العائلة وعيش حياة هادئة تشبه لحد كبير حياة أبيه، قبل أن ينقلب كل شيء وتبدأ المأساة.

## شخصيات المسرحية
- أندرو مايو: ولد جيمس مايو القوي ، الذي رأى فيه والده نفسه وحلم بأن يكمل ما بدأه من عمل في المزرعة.

- روبرت مايو: ولد جيمس مايو المريض والحالم دوما، يعشق القراءة ويتمنى السفر حول العالم.

- روث أتكينز: الفتاة الشابة الجميلة، يتيمة الأب تعيش مع أمها في مزرعتهما المجاورة لمزرعة آل مايو وبحبها تبدأ المأساة.

- جيمس مايو: الأب الفلاح المعتز بمزرعته والمحب لأولاده، لا يتراجع عن قرار يتخذه مهما كان.

- كيتي مايو: الأم المحبة لأبنائها والزوجة المطيعة الباحثة عن الحياة الهادئة الهانئة وهي أخت الكابتن ديك سكوت.

- السيدة أتكينز: الأرملة الملولة والصريحة برأيها، أم روث.

- الكابتن ديك سكوت: العازب العجوز الذي عاش حياته في البحر على سطح سفينته الشراعية.

- بن: عامل الفلاحة الشاب.

- ميري: طفلة روبرت وروث المريضة التي تموت في ربيع طفولتها.

- الطبيب فوسيت.